# Ledovec Sulitjelma
Ledovec Sulitjelma (norsky Sulitjelmaisen, švédsky Sállajiegŋa, lulejskou sámštinou Sállajiegņa nebo Salajekna) je jedním z největších ledovců v pevninském Norsku. Z celkové plochy 24 km² leží 3/4 na území Norska a 1/4, jeho východní část, zasahuje do Švédska. Norská část se nachází na území obce Fauske v okrese Nordland, asi 40 km východně od samotného města východně od města Fauske. Švédská část ledovce (kde je označován jako Salajekna) leží na hranici obcí Arjeplog a Jokkmokk v kraji Norrbotten. Když by se vzal do úvahy celý ledovec, jednalo by se o největší ledovec ve Švédsku.
Nejvyšší bod ledovce je v nadmořské výšce 1680 m a jeho nejnižší bod je ve výšce 830 m. V posledních letech ledovec ustupuje, mezi lety 1908 a 2008 ustoupilo čelo ledovce o 1,7 km. Jižně od ledovce leží jezero Låmivatnet.
Ledovec Sulitjelma byl studován již v počátcích moderní vědy řadou vědců: Göranem Wahlenbergem v roce 1807, Fredrikem Svenoniusem a Jonasem Westmanem od konce 19. století do roku 1908.
Poblíž čela ledovce provozuje Stockholmská univerzita automatickou meteorologickou stanici.